# Easington Colliery
Easington Colliery är en mindre stad och en civil parish i Storbritannien.   Den ligger i kommunen Durham i riksdelen England, i den centrala delen av landet, 400 km norr om huvudstaden London. Easington Colliery ligger 89 meter över havet och antalet invånare är 5 022.
Terrängen runt Easington Colliery är platt. Havet är nära Easington Colliery österut.  Närmaste större samhälle är Sunderland, 13,4 km norr om Easington Colliery. 